# Little 15
Little 15 este o piesă a formației britanice Depeche Mode. Piesa a apărut pe albumul Music for the Masses, în 1988.